# Ligne de Paris à Granville
La ligne de Paris à Granville est une ligne commerciale de la SNCF.
Elle emprunte quatre lignes ou sections de lignes du réseau ferré national :
- section de Paris-Montparnasse à Saint-Cyr de la ligne de Paris-Montparnasse à Brest (no 420000) ;
- ligne de Saint-Cyr à Surdon (no 395000) ;
- section de Surdon à Argentan de la ligne du Mans à Mézidon (no 430000) ;
- ligne d'Argentan à Granville (no 405000).

Longue de 327 km, elle traverse les Yvelines, l'Eure-et-Loir, l'Eure, l'Orne, le Calvados et la Manche. A l'ouverture de la ligne, en 1870, les 39 communes ayant une gare, de Dreux à Granville, totalisent une population de 89 119 habitants. Elle s'accroit de 24,3 % pour atteindre son apogée en 1982, avec 116 365 habitants. Elle décroit ensuite de 5,47 % pour s'élever à 109 997 habitants en 2018, tandis que 20 gares et deux haltes (Planches et Bellou-en-Houlme) ne sont plus desservies.
Les gares les plus importantes sont Paris-Montparnasse, Versailles-Chantiers, Dreux, L'Aigle, Argentan, Flers, Vire et Granville. La ligne a été construite à double voie, mais en 1999, une voie a été supprimée sur trois sections entre Argentan et Granville, totalisant une longueur de 81 km mis en voie unique banalisée. La remise en service de la deuxième voie entre Folligny et Granville et la création d'un triangle de raccordement avec l'axe Caen – Rennes en juin 2011 permettent de faire circuler des trains entre Granville et Caen en évitant un rebroussement à Folligny.
D'autre part, depuis le 4 juillet 2020, de juillet à septembre, un aller-retour quotidien entre Paris-Montparnasse-1 et la gare de Pontorson-Mont-Saint-Michel, relayé par des navettes par bus, permet de desservir le Mont-Saint-Michel. Cette liaison emprunte la ligne Paris-Granville jusqu'à Folligny, puis la ligne Caen-Rennes jusqu'à Pontorson-Mont-Saint-Michel.

## Histoire
Cette liaison a été mise en service en plusieurs étapes.
| Date d'ouverture  | Destinations                              | Observations                                                                       |
| ----------------- | ----------------------------------------- | ---------------------------------------------------------------------------------- |
| 10 septembre 1840 | Paris-Montparnasse à Viroflay-Rive-Gauche | Section de la ligne de Paris-Montparnasse à Brest                                  |
| 12 juillet 1849   | Viroflay-Rive-Gauche à Saint-Cyr          | Section de la ligne de Paris-Montparnasse à Brest                                  |
| 1er février 1858  | Surdon à Argentan                         | Section de la ligne du Mans à Mézidon sur l'axe de Caen à Tours                    |
| 15 juin 1864      | Saint-Cyr à Dreux                         | 1er tronçon de la ligne de Saint-Cyr à Surdon                                      |
| 2 juillet 1866    | Argentan à Flers                          | 1er tronçon de la ligne d'Argentan à Granville                                     |
| 1er octobre 1866  | Dreux à L'Aigle                           | 2e tronçon de la ligne de Saint-Cyr à Surdon                                       |
| 5 août 1867       | L'Aigle à Surdon                          | 3e tronçon de la ligne de Saint-Cyr à Surdon ; ligne complète entre Paris et Flers |
| 16 septembre 1867 | Flers à Vire                              | 2e tronçon de la ligne d'Argentan à Granville                                      |
| 3 juillet 1870    | Flers à Granville                         | 3e tronçon de la ligne d'Argentan à Granville                                      |

### La construction des deux principaux tronçons
Le même décret du 7 avril 1855 concède la ligne de Saint-Cyr à Surdon et la ligne d'Argentan à Granville. Ces deux lignes créent une nouvelle liaison entre les chemins de fer de Rennes et Cherbourg et desservent le sud agricole de la Normandie.
La ligne de Saint-Cyr à Surdon atteint la gare de Dreux le 15 juin 1864 ; quatre services quotidiens assurent la liaison avec Paris en deux heures quarante minutes. La ligne est prolongée jusqu’à la gare de L'Aigle le 1er octobre 1866 ; quatre omnibus quotidiens atteignent L'Aigle en quatre heures quinze minutes. Le tronçon final jusqu’à la gare de Surdon est ouvert le 5 août 1867 : les trains en provenance de Paris-Montparnasse atteignent la gare d'Argentan au bout d'un voyage de 197 kilomètres durant six heures environ. Il connaît une rapide hausse de fréquentation, en particulier grâce aux correspondances assurées vers Le Mans et Mézidon, trafic en partie gagné sur les lignes de Paris-Montparnasse à Brest et de Mantes-la-Jolie à Cherbourg. Dès 1868, ce trafic nécessite l'agrandissement des gares de marchandises et des dépôts des machines.
Le projet d'exécution de la ligne d'Argentan à Granville est approuvé en 1861. Cette ligne assure le prolongement de la ligne de Saint-Cyr à Surdon et présente l'intérêt de desservir le port de Granville depuis Paris, permettant au passage une liaison directe avec la capitale depuis les départements agricoles du Calvados, de l'Orne et de la Manche. Afin d'assurer ce nouveau trafic, une seconde voie est posée entre Argentan et Surdon, sur la Ligne du Mans à Mézidon qui relie les deux tronçons.  La ligne est ouverte en trois étapes : de Flers à Vire en 1867, puis de Vire à Granville en 1870. Ouvert le 2 juillet 1866, le premier tronçon permet de relier Argentan et Flers en une heure trente cinq minutes et à trois heures de la ligne de Mantes-la-Jolie à Cherbourg par l'embranchement de Mézidon. La ville de Flers connaît une expansion économique et démographique, grâce au textile. Le deuxième tronçon, long de vingt-neuf kilomètres, est mis en service le 16 septembre 1867 entre Flers et Vire. La ligne met Vire à deux heures trente minutes d'Argentan ; Paris-Montparnasse est atteint en huit heures dix minutes par la ligne de Saint-Cyr à Surdon, après un trajet de 271 kilomètres, avec arrêt dans pas moins de trente-trois stations intermédiaires. Quatre trains quotidiens relient les deux villes. Le développement rapide du trafic le long des soixante-douze kilomètres d'Argentan à Vire impose des travaux d'adaptation, avec en particulier l'établissement d'un quai à bestiaux à Briouze, d'un hangar à marchandises à Messei, d'un quai et de voies spéciales à Écouché, pour le service des fours à chaux. Un embranchement local est ouvert entre Briouze et La Ferté-Macé en décembre 1869 pour permettre la desserte de la station de Bagnoles-de-l'Orne. Le troisième et dernier tronçon de Vire à Granville, long de cinquante-sept kilomètres, est mis en service le 3 juillet 1870.

### La ligne de la Belle Époque à nos jours
Avec l’achèvement de la ligne d'Argentan à Granville, la ligne de Paris à Granville est achevée. Elle permet de relier Paris et Granville par un parcours de 328 kilomètres, parcouru en onze heures et vingt minutes en moyenne, avec arrêt dans quarante gares intermédiaires. Des trains plus directs, desservant dix-huit arrêts, permettent de réaliser le trajet en sept heures quarante minutes. Mais le déclenchement de la guerre franco-prussienne de 1870 perturbe rapidement la liaison : dès le 18 septembre, les trains au départ de Granville ne dépassent plus Dreux, puis Nonancourt le 21, et Argentan, le 12 janvier 1871. Les circulations reprennent progressivement, et, en 1878, la Compagnie de l'Ouest met en route des « trains de plaisir » entre Paris et Granville.
C'est le train express no 56 desservant cette ligne qui, le 22 octobre 1895, est à l'origine d'un des accidents ferroviaires les plus spectaculaires de l'histoire des chemins de fer français.
L'électrification a été réalisée en :
- courant continu 1500 V de Paris-Montparnasse à Saint-Cyr en 1937 et de Saint-Cyr à Plaisir - Grignon en 1972 ;
- courant alternatif 25 kV 50 Hz de Plaisir - Grignon à Dreux en 1984.

### Tracé

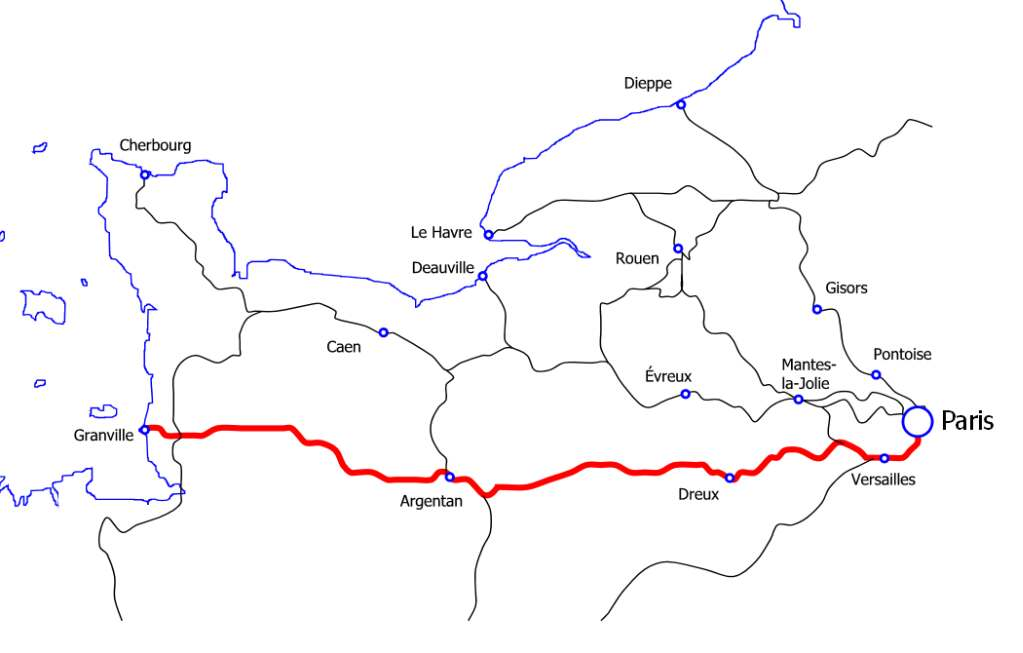
Tracé schématique de la ligne.

## Caractéristiques

### Profil

Entre L'Aigle et Rai - Aube
Entre Rai - Aube et Saint-Hilaire-Beaufai
Entre Saint-Hilaire-Beaufai et Sainte-Gauburge

### Équipement
La liaison a été électrifiée par caténaire alimentée en courant continu de Saint-Cyr à Plaisir - Grignon et en courant alternatif 25 kV 50 Hz de Plaisir - Grignon à Dreux. À l'occasion des travaux de modernisation intervenus entre 1994 et 1999, une grande partie de son parcours (81 sur 131 km) entre Argentan et Granville a été mise en voie unique par mesure d'économie d'exploitation, mais également pour permettre un relèvement de la vitesse autorisée. En matière de signalisation, la liaison est équipée du block automatique lumineux de Saint-Cyr à Dreux, du block automatique à permissivité restreinte (BAPR) de Dreux à Argentan et d'une commande centralisée de voie unique (CCVU) entre Argentan et Granville. Sur la partie mise en voie unique, il existe plusieurs tronçons à double voie, appelés évitements, afin de permettre le croisement et le dépassement de trains.

### Desserte
La desserte de la ligne est entièrement assurée par la SNCF. Certains trains de grand parcours sont qualifiés de Transport express régional, d'autres sont classés comme des Intercités jusqu'au 31 décembre 2019. Le ministère des Transports ayant cédé la gestion des Intercités à la Région Normandie, tous les trains deviennent des TER — dénommés [Nomad] par la Région — à partir du 1er janvier 2020. Cinq allers et retours quotidiens relient, en quatre heures environ, la gare de Granville à Paris-Vaugirard. À la suite de la demande de l'Association des Usagers de la Ligne Paris-Granville, les trains ont progressivement pour départ et pour arrivée la gare Montparnasse (hall 1). Au 1er janvier 2021, deux trains quotidiens partent et terminent encore à Paris-Vaugirard.

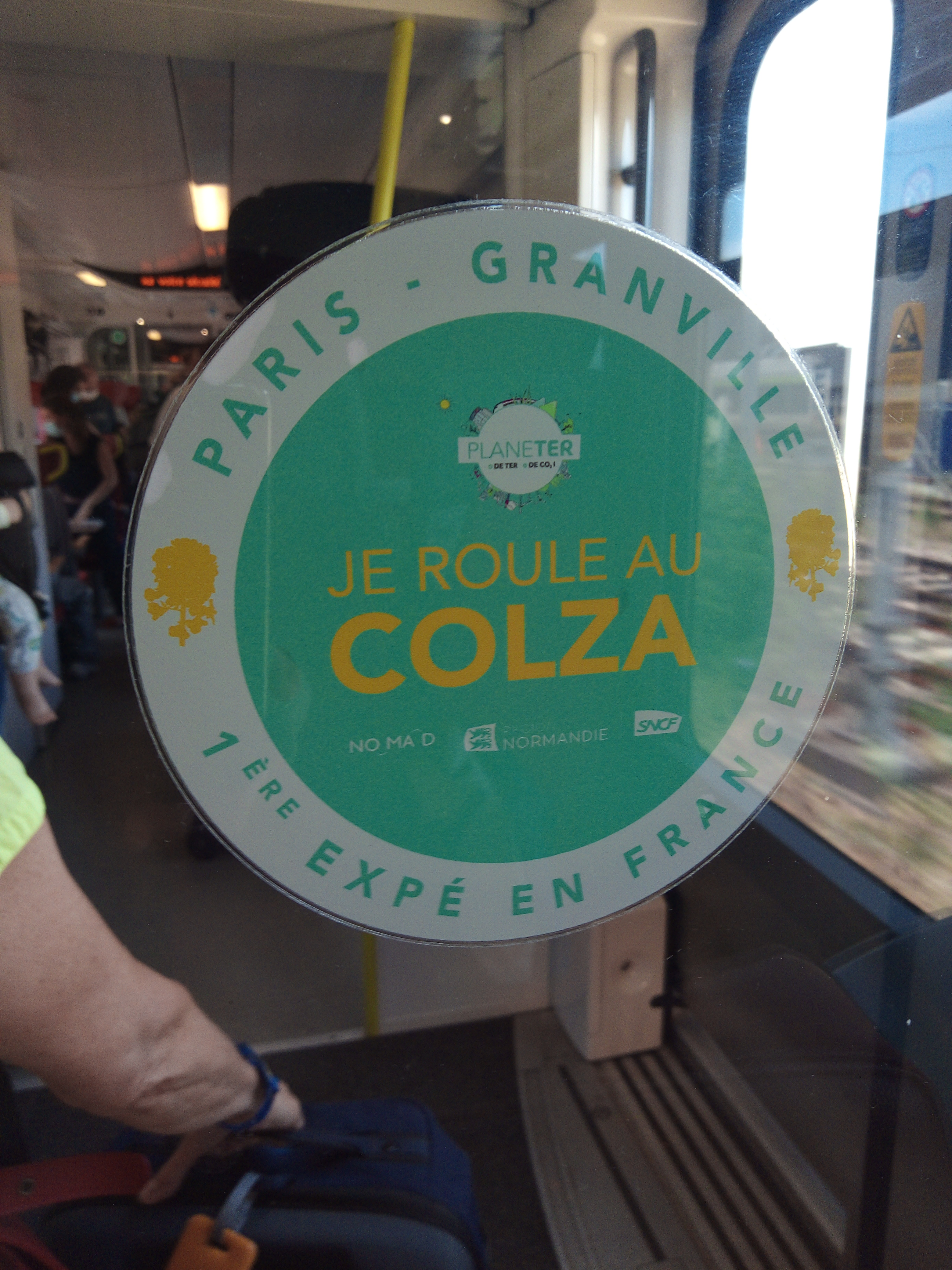
Les rames thermiques Paris-Granville roulent au colza mélangé à du gazole.

De 1999 à 2015, le matériel utilisé est constitué de 15 rames automotrices thermiques X 72500 tricaisses en service depuis 1999, complété par quatre rames supplémentaires acquises auprès de la région Champagne-Ardenne fin 2007. À partir du 16 juillet 2014, ces rames ont été remplacées par des rames Régiolis version B 84500 (bi-mode et bi-tension),,. La première de ces rames a été livrée fin décembre 2013. Le remplacement s'est achevé en mai 2016, avec l'arrivée de la 15e rame.
Après la mise sur route du trafic TER, la majorité des gares implantées sur la ligne ne sont plus desservies par des trains de voyageurs en service normal. Au 1er janvier 2021, onze gares ou haltes sont encore desservies, entre Dreux et Granville, sur les 32 gares et les deux haltes lors de la mise en service de la ligne en 1870. De Dreux à Granville, deux haltes ont cessé d'être desservies, ainsi que 21 gares, dont le bâtiment voyageurs a été vendu, rasé, ou désaffecté.
Depuis le 4 juillet 2020, le Mont-Saint-Michel est desservie de juillet à septembre par un aller retour quotidien au départ de Paris-Montparnasse, qui emprunte la ligne Paris-Granville jusqu'à la gare de Folligny, puis la ligne de Caen à Rennes jusqu'à la gare de Pontorson - Mont-Saint-Michel, depuis laquelle des bus assurent en 30 min la desserte du Mont. C'est le moyen le plus direct d'aller par train de Paris au mont Saint-Michel.
En 2021, la ligne est l'objet d'une expérimentation : les trains thermiques circulent grâce à un biocarburant issu du colza, le B100.
Les gares desservies régulièrement sont listées ci-dessous, avec les services assurés.
| Gare                 | Département  | Localisation                       | km  | Services |
| -------------------- | ------------ | ---------------------------------- | --- | --- |
| Paris-Vaugirard      | Paris        | 48° 50′ 25″ nord, 2° 19′ 09″ est   | 0   | TGV Atlantique, Intercités Normandie, TER Normandie, TER Pays de la Loire, TER Centre-Val de Loire et Ligne N du Transilien |
| Dreux                | Eure-et-Loir | 48° 43′ 53″ nord, 1° 22′ 12″ est   | 81  | TER Normandie, Ligne N du Transilien et TER Centre-Val de Loire                                                             |
| Verneuil-sur-Avre    | Eure         | 48° 44′ 34″ nord, 0° 55′ 48″ est   | 117 | TER Normandie |
| L'Aigle              | Orne         | 48° 45′ 59″ nord, 0° 37′ 15″ est   | 141 | TER Normandie |
| Surdon               | Orne         | 48° 39′ 57″ nord, 0° 07′ 56″ est   | 182 | TER Pays de la Loire, TER Normandie                                                                                         |
| Argentan             | Orne         | 48° 44′ 19″ nord, 0° 01′ 32″ ouest | 196 | TER Pays de la Loire, TER Normandie                                                                                         |
| Briouze              | Orne         | 48° 42′ 07″ nord, 0° 22′ 06″ ouest | 225 | TER Normandie |
| Flers                | Orne         | 48° 44′ 40″ nord, 0° 34′ 24″ ouest | 242 | TER Normandie |
| Vire                 | Calvados     | 48° 50′ 49″ nord, 0° 52′ 51″ ouest | 270 | TER Normandie |
| Villedieu-les-Poêles | Manche       | 48° 50′ 03″ nord, 1° 13′ 34″ ouest | 297 | TER Normandie |
| Folligny             | Manche       | 48° 49′ 48″ nord, 1° 24′ 27″ ouest | 312 | TER Bretagne, TER Normandie                                                                                                 |
| Granville            | Manche       | 48° 50′ 18″ nord, 1° 35′ 15″ ouest | 327 | TER Bretagne, TER Normandie                                                                                                 |